# Salim Seghers
Salim Seghers, artiestennaam van Jos Aerts (Wijchmaal, 8 augustus 1948), is een Vlaamse charmezanger.
Jos Aerts is leraar van opleiding. Hij scoorde zijn eerste hit met Verlaat me nooit, die eind maart 1972 een paar weken de eerste plaats in de Vlaamse hitlijsten bezette. De volgende jaren haalde hij nog de BRT Top 30 met Vaarwel, Waar is nu je liefde (1972), Mijn liefde is voor jou alleen (1973), Mooie uren, mooie dromen, Ik hou zoveel van jou, Mea culpa (1974) en Beloof me niet te veel (1975). Hij bleef de volgende jaren singles uitbrengen, al scoorden deze niet meer zo hoog in de hitlijsten. In 1986 had hij nog een kleine hit met Marie Helena en in 1989 belandde zijn nummer Koningin van de nacht op de eerste verzamel-cd van het televisieprogramma Tien Om Te Zien, van de commerciële Vlaamse zender VTM. Verder had hij in 1997 nog een kleine hit met Aicha. Hij is actief in het circuit van schlager- en charmezangers waarbij hij een van de weinige zangers is die nog met een eigen orkest optreedt.
Sinds 1987 organiseert Seghers jaarlijks een fanreis naar het Spaanse Lloret de Mar, waarbij ruim 1600 personen meereizen met de zanger. Seghers verzorgt er een aantal optredens met zijn orkest en er treden een aantal gastartiesten op.
In 2010 kwam er van hem een verzamelalbum uit in de reeks "Goud van hier". In oktober 2014 bracht hij een album uit getiteld Mijn mooiste liedjes.

## Discografie

### Albums
| Album met hitnotering(en) in de Vlaamse Ultratop 200 albums | Datum van verschijnen | Datum van binnenkomst | Hoogste positie | Aantal weken | Opmerkingen |
| ----------------------------------------------------------- | --------------------- | --------------------- | --------------- | ------------ | ----------- |
| Mijn mooiste liedjes                                        | 2014                  | 18-10-2014            | 101             | 3            |             |

### Singles
| Single met hitnotering(en) in de Vlaamse Ultratop 50 | Datum van verschijnen | Datum van binnenkomst | Hoogste positie | Aantal weken | Opmerkingen                                                           |
| ---------------------------------------------------- | --------------------- | --------------------- | --------------- | ------------ | --------------------------------------------------------------------- |
| Verlaat me nooit                                     | 1972                  | 18-03-1972            | 2               | 17           | Goud / Nr. 1 in de Vlaamse Top 10                                     |
| Vaarwel                                              | 1972                  | 22-07-1972            | 21              | 3            | Nr. 4 in de Vlaamse Top 10                                            |
| Samen leven                                          | 1990                  | 17-02-1990            | 2               | 14           | als onderdeel van Artiesten Tegen Kanker / Nr. 1 in de Vlaamse Top 10 |
| Als jij dat wil                                      | 1990                  | 08-12-1990            | 49              | 1            | Nr. 9 in de Vlaamse Top 10                                            |
| Samen iets apart                                     | 2012                  | 20-10-2012            | tip73           | -            | Nr. 5 in de Vlaamse Top 10                                            |
| Die tijd is nu voorbij                               | 2013                  | 15-06-2013            | tip48           | -            | Nr. 10 in de Vlaamse Top 10                                           |
| Mijn dag kan niet meer stuk                          | 2014                  | 24-05-2014            | tip56           | -            |                                                                       |
| Agadou dou dou                                       | 2014                  | 09-08-2014            | tip35           | -            | Nr. 10 in de Vlaamse Top 50                                           |
| Kom in mijn leven                                    | 2014                  | 08-11-2014            | tip73           | -            | Nr. 38 in de Vlaamse Top 50                                           |
| Net toen ik jou nodig had                            | 2015                  | 28-02-2015            | tip67           | -            | Nr. 28 in de Vlaamse Top 50                                           |
| Hey Will                                             | 2015                  | 29-08-2015            | tip57           | -            | met Bandit / Nr. 31 in de Vlaamse Top 50                              |
| Mijn hartediefje                                     | 2016                  | 23-04-2016            | tip             | -            | Nr. 25 in de Vlaamse Top 50                                           |
| Met een beetje liefde                                | 2016                  | 24-09-2016            | tip             | -            | Nr. 28 in de Vlaamse Top 50                                           |
| Ik wil weer gelukkig zijn                            | 2017                  | 25-03-2017            | tip             | -            |                                                                       |
| Voorbij en gedaan                                    | 2019                  | 09-03-2019            | tip             | -            | Nr. 40 in de Vlaamse Top 50                                           |
| Sophietje                                            | 2019                  | 27-07-2019            | tip             | -            | Nr. 37 in de Vlaamse Top 50                                           |
| Zondagavond                                          | 2019                  | 16-11-2019            | tip             | -            |                                                                       |